# Bunamwaya Stadium
Bunamwaya Stadium – to stadion piłkarski w Wakiso w Ugandzie. Służył jako domowa arena Bunamwaya F.C. Ugandyjskiej Super League. Stadion może pomieścić 5 000 osób.